# 田中良紹
田中 良紹（たなか よしつぐ、1945年 - ）は、日本のジャーナリスト。
宮城県仙台市出身。慶應義塾大学経済学部卒業。

## 略歴
- 1969年4月 - TBS入社。一般職採用されアナウンサー14期生（同期には石原俊爾・稲生二平・木脇豊・杉崎一雄・田中啓生・山田修爾）。[1][2]。以後、報道局でドキュメンタリー・ディレクター、社会部・政治部記者などとして勤務。
- 1990年 - アメリカの議会中継専門局C-SPANの独占配給権を取得して、株式会社シー・ネットを設立。
- 1991年3月 - 同社退社[3][4]。
- 1998年 - CS放送で国会審議を中継する「国会TV」を開局。
- 2001年 - 「国会TV」の電波を止められ、ブロードバンドでの放送を開始する。

現在はジャーナリストらのブログサイト「THE JOURNAL」の『田中良紹の「国会探検」』で政治についての評論をしているほか、チームニッポンの連載『田中良紹のニッポン維新』も行っている。BS11デジタルの田中康夫の番組にっぽんサイコー!にも頻繁に出演している。2009年11月14日よりインターネット「コールイン」番組『政治ホットライン〜あなたの声が届きます』のナビゲーターを務める。

## 主張
- アメリカ合衆国に対して批判的であり、太平洋戦争の敗戦直後からアメリカが日本人に施してきた弱体化洗脳政策を強く批判している[6]。また日本国憲法第9条に対しても批判的である[6]。
- 利益誘導こそ民主主義の基本[7]。
- 日本の新聞とテレビには捏造報道の伝統がある[8]。
- 日本の世論調査の仕組みで決して世論は分からない[8]。
- 検察にとって目障りな政治家が血祭りに上げられる[9]。
- 検察の「でっちあげ」捜査を後ろからバックアップした新聞、テレビ、旧社会党、日本共産党、公明党などは、「国民の敵」である[9]。
- 自分たちの代表である政治家を叩き、殺す事は天に唾する行為で、唾が自分に戻ってくるとはつゆほども考えない国民は下衆である[9](まさに自分自身の事を指している)。
- 日本に官僚支配を長く続かせた理由は、新聞とテレビを使ってせっせと下衆を増やしてきたことである[9]。

## 著書
- 『裏支配―今明かされる田中角栄の真実』（廣済堂出版、2003年8月） ISBN 4331509923
  - 『裏支配―いま明かされる田中角栄の真実』（講談社+α文庫、2005年3月） ISBN 4062569191
- 『憲法調査会証言集 国のゆくえ』（編著、現代書館、2004年7月） ISBN 4768468845
- 『メディア裏支配―語られざる巨大マスコミの暗闘史』（講談社、2005年3月） ISBN 4062128349

## 出演番組
- JNNニュース22プライムタイム（1987年 - 1988年、TBSテレビ）リポーター[3][4]
- にっぽんサイコー!（BS11デジタル）

## 参考資料
- TBS50年史（2002年1月、東京放送編・発行）…国立国会図書館の所蔵情報
  - 資料編
  - 付録DVD-ROM『ハイブリッド検索編』
    - 『TBSアナウンサーの動き』（ラジオ東京→TBSの歴代アナウンサーの記録を、同社の歴史とともにまとめたPDF文書）